# N’Gourti (Departement)
N’Gourti ist ein Departement in der Region Diffa in Niger.

## Geographie

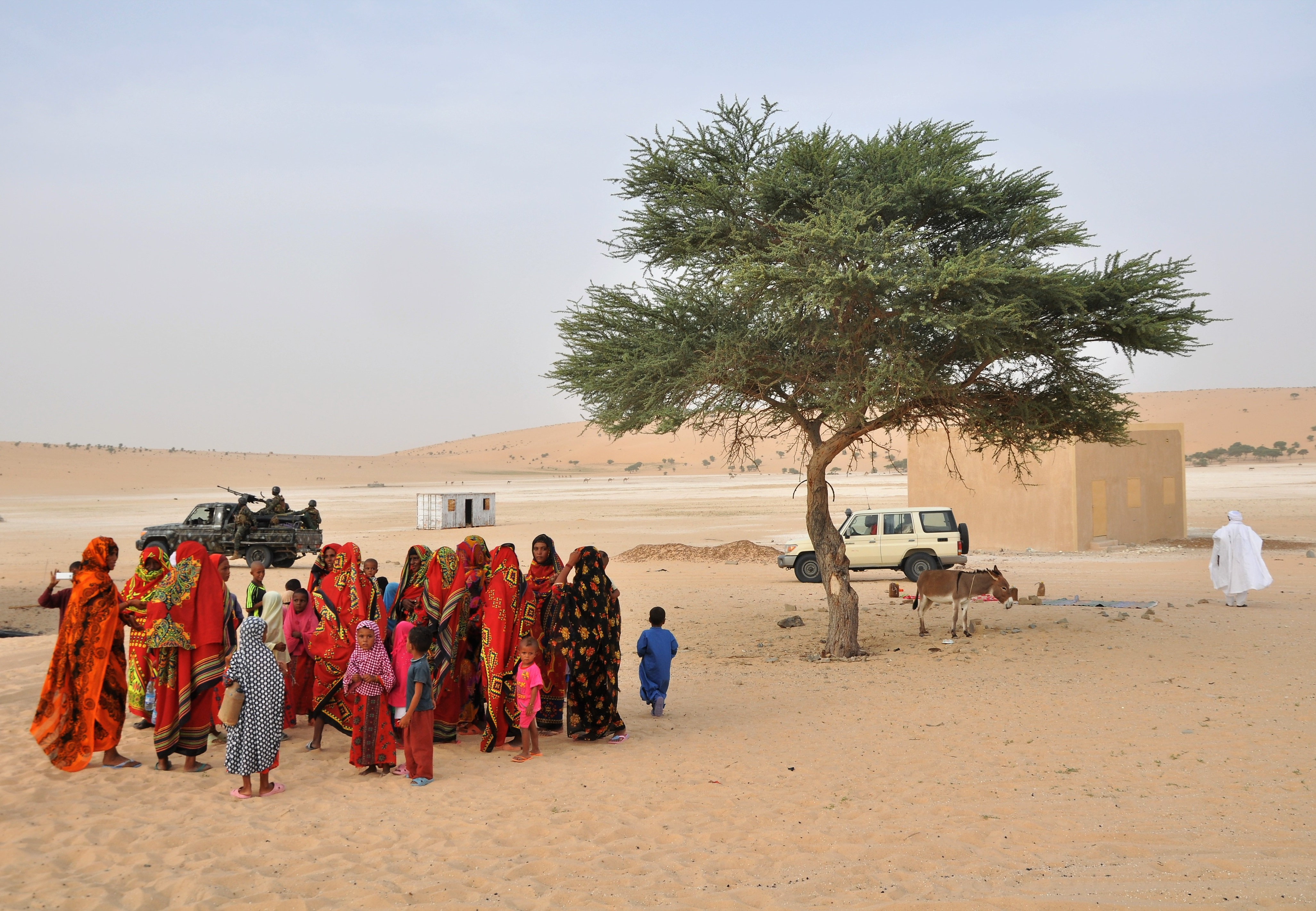
Frauen und Kinder im Dorf Meleck im Departement N’Gourti (2019)

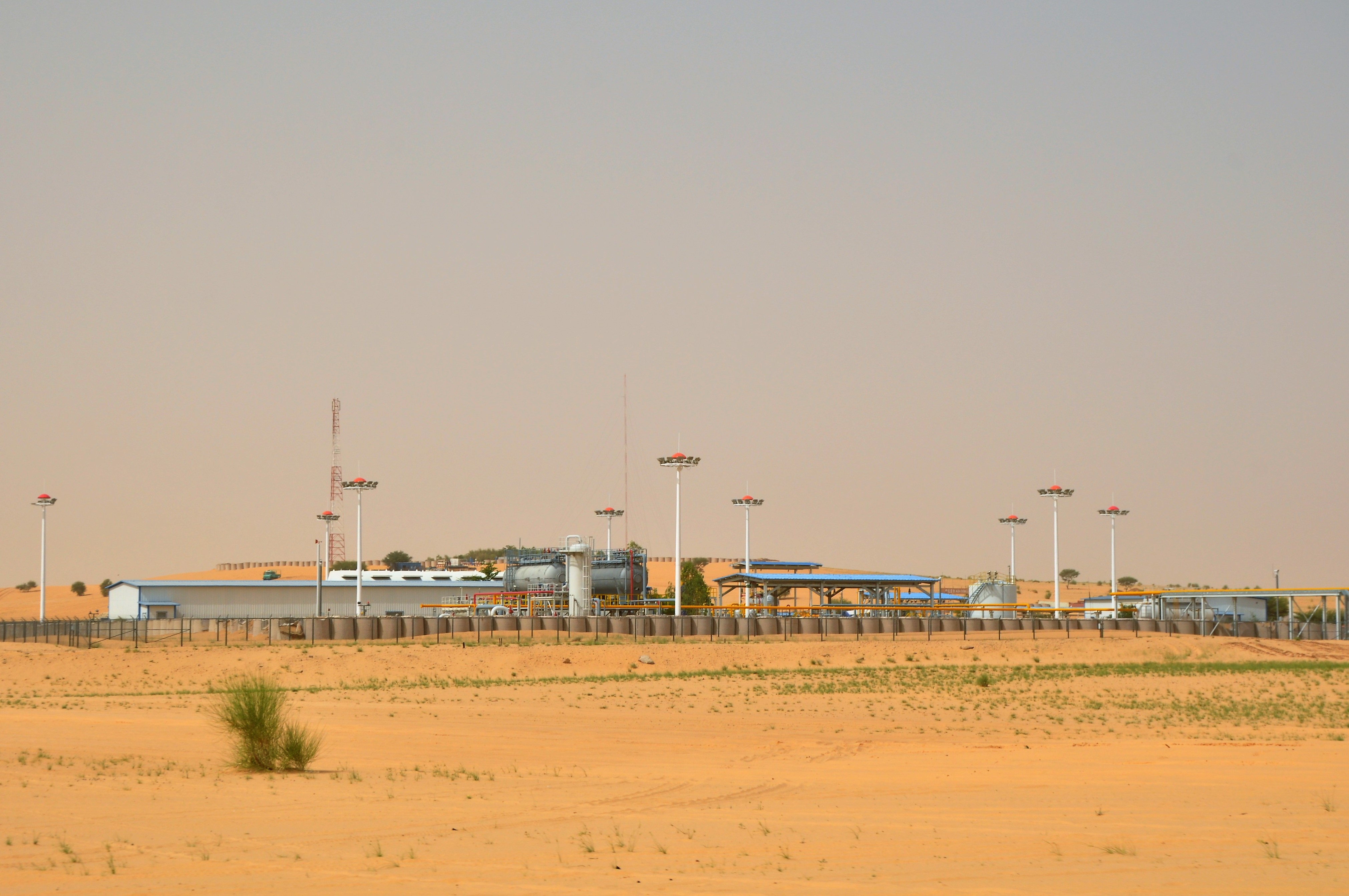
Erdölförderung im Departement N’Gourti (2019)

Das Departement liegt im Südosten des Landes und grenzt an Tschad. Es erstreckt sich über das Gebiet der gleichnamigen Landgemeinde N’Gourti. Das Departement N’Gourti bildet bei Wahlen zur Nationalversammlung einen von landesweit acht Sonderwahlkreisen. Während die regulären Wahlkreise, in denen jeweils eine bestimmte Anzahl an Abgeordneten gewählt wird, im Übrigen den acht Regionen Nigers entsprechen, wählen die Stimmberechtigten der Sonderwahlkreise jeweils einen eigenen Abgeordneten. Die Jagdzone von Kossotori ist eines der von der staatlichen Generaldirektion für Umwelt, Wasser und Forstwirtschaft festgelegten offiziellen Jagdreviere Nigers.

## Geschichte
Das Departement geht auf den Verwaltungsposten (poste administratif) von N’Gourti zurück, der 1962 errichtet wurde. 2011 wurde der Verwaltungsposten aus dem Departement N’Guigmi herausgelöst und zum Departement N’Gourti erhoben.

## Bevölkerung
Das Departement N’Gourti hat gemäß der Volkszählung 2012 51.767 Einwohner. Von 2001 bis 2012 stieg die Einwohnerzahl jährlich durchschnittlich um 7,4 % (landesweit: 3,9 %).

## Verwaltung
An der Spitze des Departements steht ein Präfekt (französisch: préfet), der vom Ministerrat auf Vorschlag des Innenministers ernannt wird.
| Amtszeit                      | Name                                  |
| ----------------------------- | ------------------------------------- |
| 29. Feb. 2012 – 13. Feb. 2013 | Abdoulaye Moussa Ibrahim              |
| 13. Feb. 2013 – 4. Dez. 2013  | Issoufou Insa                         |
| 4. Dez. 2013 – 16. Sep. 2015  | Issouf Kallam                         |
| 16. Sep. 2015 – 29. Jul. 2016 | Souradja Mamane                       |
| 29. Jul. 2016 – 23. Mär. 2017 | Mohamed Mareba (alias Mohamed Maraba) |
| 23. Mär. 2017 – 8. Nov. 2021  | Ibrahim Assane                        |
| 8. Nov. 2021 – 24. Aug. 2023  | Maman Saguirou                        |
| seit 24. Aug. 2023            | Issoufou Koraou                       |